# Молина (Џорџија)
Молина (Џорџија) (енгл. Molena) град је у америчкој савезној држави Џорџија. По попису становништва из 2010. у њему је живело 368 становника.

## Демографија
Према попису становништва из 2010. у граду је живело 368 становника, што је 107 (22,5%) становника мање него 2000. године.
| Група             | 2000.       | 2010.       |
| Белци             | 320 (67,4%) | 270 (73,4%) |
| Афроамериканци    | 146 (30,7%) | 84 (22,8%)  |
| Азијати           | 0 (0,0%)    | 2 (0,5%)    |
| Хиспаноамериканци | 8 (1,7%)    | 5 (1,4%)    |
| Укупно            | 475         | 368         |